# Мухаммад III (султан Маринидов)
Мухаммад III ибн Абд аль-Азиз, или Абу Зайян ас-Саид (ум. 1374) — маринидский султан Марокко в 1372—1374 годах.

## Биография
Мухаммад Абу Зайян взошел на трон несовершеннолетним после смерти своего отца Абу-ль-Фариза Абдул Азиза I. Его отец дружил с Ибн аль-Хатибом, бывшим визирем Мухаммеда V Гранадского, и во время правления Мухаммада аль-Хатиб был в безопасности.
Мухаммад V возвратил двух маринидских князей, которых он держал в плену в Гранаде, в Марокко: Абу-ль-Аббаса Ахмада ибн Ибрагима и Абд ар-Рахмана ибн Яфлусина, — и поддержал их в захвате северного Марокко. Мухаммад Абу Зайян был свергнут в 1374 году Абу-ль-Аббасом Ахмадом и Абд-аль-Рахманом. Абу-ль-Аббас Ахмад стал султаном Феса, а Абд ар-Рахман — независимым правителем Марракеша. Ибн аль-Хатиб был заключен в тюрьму и в 1375 году задушен.